# 7271 Doroguntsov
7271 Doroguntsov este un asteroid din centura principală de asteroizi.

## Descriere
7271 Doroguntsov este un asteroid din centura principală de asteroizi. A fost descoperit pe 22 septembrie 1979 la Observatorul de Astrofizică din Crimeea de Nikolai Cernîh. El prezintă o orbită caracterizată de o semiaxă mare de 3,10 ua, o excentricitate de 0,27 și o înclinație de 3,0° în raport cu ecliptica.